# Lorenzo Alopa

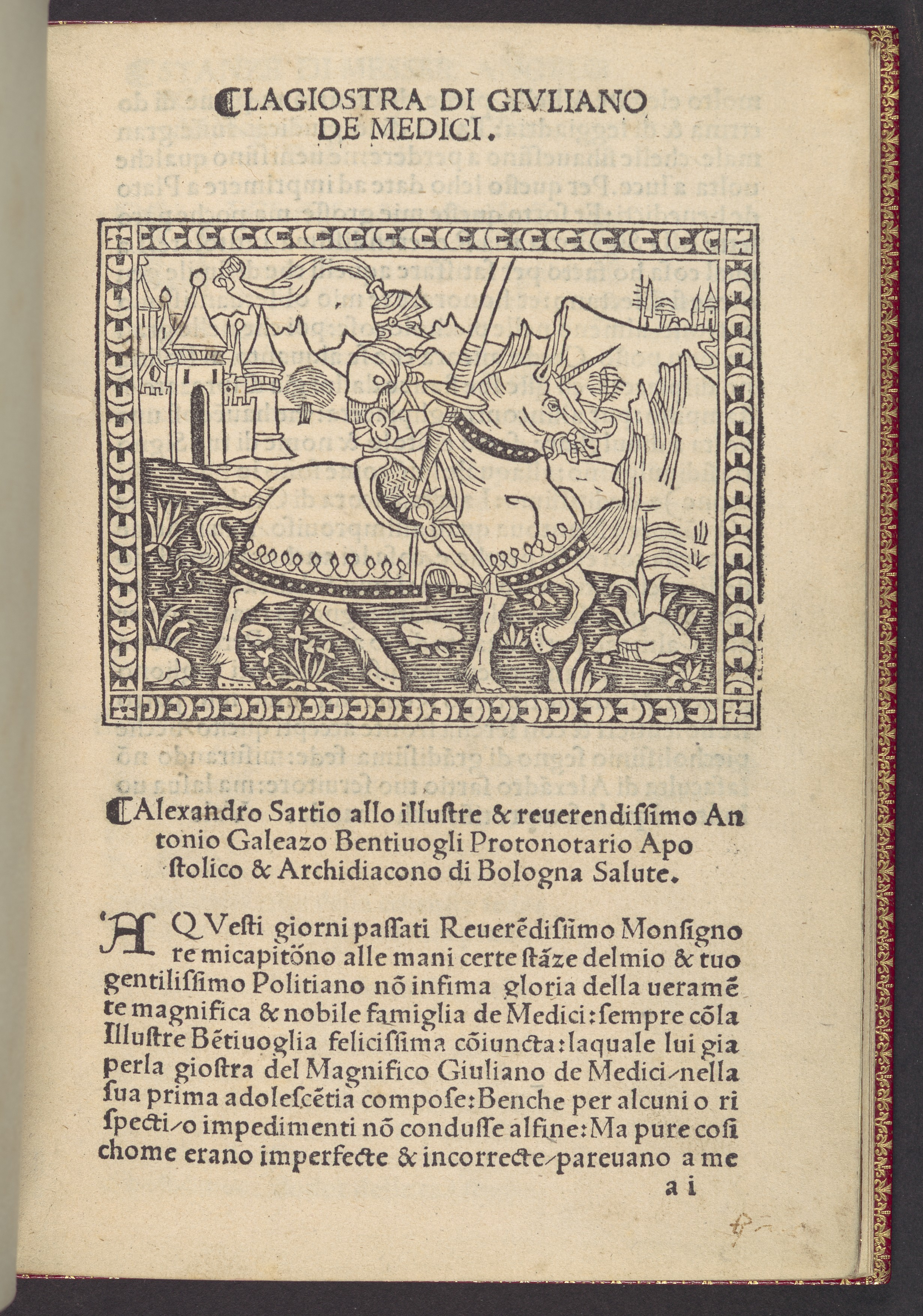
La Giostra di Giuliano de Medici... d'Ange Politien imprimé par Alopa.

Lorenzo Alopa, en latin Laurentius Francisci de Alopa, est un imprimeur italien du 15e siècle.

## Biographie
Dans l’index des Annales Typographici, Panzer distingue Laurent de Venise, de Laurent-Francisci de Alopa et d’un autre Laurent-Francisci de Venetiis, tous trois imprimeurs dans le même temps à Florence ; mais il est évident que c’est le même personnage. Si la version latine des œuvres de Platon par Ficin, sortie des presses d’Alopa est, comme le croit Panzer, de 1484, c’est à cette date qu’il faut placer l’établissement de son atelier typographique à Florence. Comme la plupart des imprimeurs contemporains, Alopa joignait à la connaissance du latin celle du grec. On assure même qu’il était très-savant dans ces deux langues. Gabriel Peignot, dans son Dictionnaire de bibliologie, dit que les éditions d’Alopa sont les premières dans lesquelles on trouve des lettres capitales à la tête des chapitres. Il est vrai qu’après Alopa plusieurs imprimeurs conservèrent l’usage de laisser en blanc la place de ces lettres, qui était remplie par les enlumineurs ; mais il existe un assez grand nombre d’éditions antérieures à 1484, où l’on voit des capitales gravées et imprimées avec le texte. Alopa a publié, de 1494 à 1496, cinq éditions imprimées en lettres majuscules grecques, dont le célèbre Janus Lascaris, qui ne dédaignait pas de lui servir de correcteur, avait retrouvé la forme d’après d’anciennes médailles. Ces cinq éditions, dont on ne peut trop louer l’élégance des caractères et la beauté du papier, sont :
- L’Anthologie, 1494, in-4° ;
- Les hymnes de Callimaque, même année, in-4° ;
- Les Sentences (Gnomæ monsotichæ) avec le poème de Musée, sans date, in-4° ;
- Les quatre tragédies d’Euripide : Médée, Hippolyte, Alceste et Andromaque, sans date, petit in-4°, et l’Argonautique de Apollonios de Rhodes, 1496. in-4°. Cette suite, dont il existe des exemplaires sur vélin, sera toujours un des plus précieux ornements d’une bibliothèque.

En 1496 Alopa donna une édition du commentaire de Ficin sur les Dialogues de Platon. in-fol. ; et Joseph Van Praet prouve que c’est à cette même époque qu’il faut rapporter celle de la traduction latine par Ficin de l’opuscule de St. Denys l'Aréopagite : De mystica Theologia et de divinis Nominibus, sans date. in-4°. L’édition des poésies italiennes de Benivieni, Florence, 1500, in-fol., porte le nom de Lorenzo Alopa, qui s’était associé pour cette impression avec Antonio Tubini et Andrea Ghirlandi. On n’a retrouvé jusqu’ici aucun autre ouvrage sous le nom de cet imprimeur, ou sorti de ses presees. Antoine Francisci ou de Francescho de Venise, de la même famille qu’Alopa, imprimait à Florence de 1487 à 1492.